# Хадерслев (коммуна)
Хадерслев (дат. Haderslev Kommune) — датская коммуна в составе области Южная Дания. Площадь — 812,64 км², что составляет 1,89 % от площади Дании без Гренландии и Фарерских островов. Численность населения на 1 января 2008 года — 56414 чел. (мужчины — 28116, женщины — 28298; иностранные граждане — 2152).

## История
Коммуна была образована в 2007 году из следующих коммун:
- Грам (Gram)
- Хадерслев (Haderslev)
- Нр. Рангструп (Nr. Rangstrup)

## Изображения

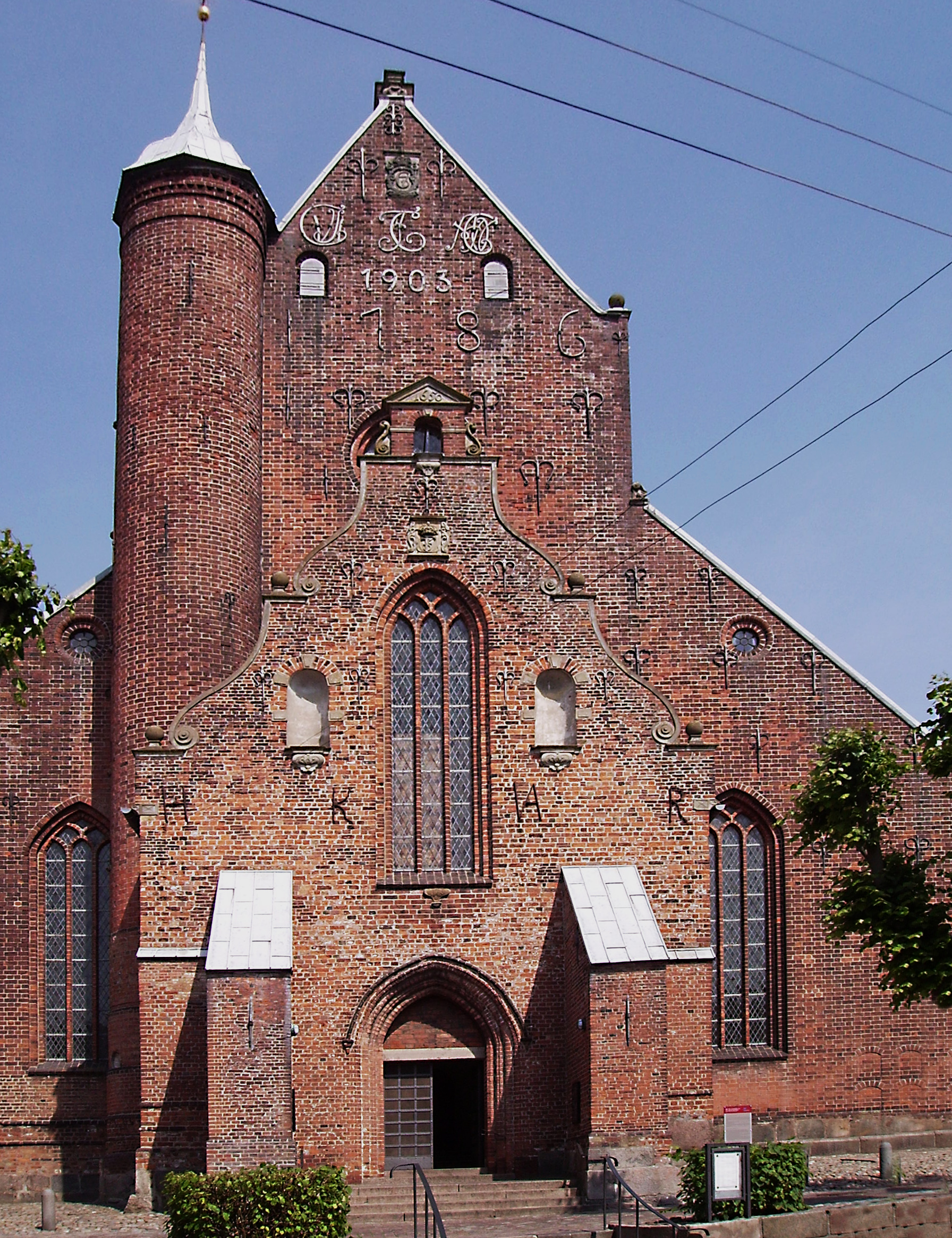

## Железнодорожные станции
- Войенс (Vojens)